# Ed Rec Vol. 2
Ed Rec Vol. 2 is het tweede verzamelalbum samengesteld door Ed Banger. Het verscheen onder het label Ed Banger Records op 19 maart 2007.

## Tracklist
1. Mr. Oizo - "Intra" – 1:02
2. Uffie - "Dismissed" – 3:47
3. Justice - "Phantom" – 4:54
4. DJ Mehdi - "Stick It" – 1:29
5. Mr. Flash - "Disco Dynamite" – 3:07
6. Krazy Baldhead - "Strings of Death" – 4:03
7. Feadz - "Edwrecker" – 3:28
8. Busy P - "49ers" – 0:42
9. DJ Mehdi ft. Fafi - "Lucky Girl" – 4:01
10. Busy P - "Rainbow Man" – 3:32
11. Mr. Flash - "Eagle Eyez" – 1:45
12. SebastiAn - "Greel" – 3:24
13. Klaxons - "Interzone to Golden Skans" (So Me Remix) – 3:35
14. Vicarious Bliss - "Limousine" (Dub Version) – 5:28